# Buona sfortuna
Buona sfortuna è un singolo del gruppo musicale italiano Lo Stato Sociale, pubblicato il 10 marzo 2017 come quarto estratto dall'album Amore, lavoro e altri miti da sfatare.

## Tracce
1. Buona sfortuna – 3:54